# Konstantin Buttress
Konstantin Buttress (englisch; bulgarisch рид Константин rid Konstantin) ist ein 1700 m hoher, vereister und gebirgskammähnlicher Berg in den südwestlichen Ausläufern des Detroit-Plateaus an der Nordenskjöld-Küste des Grahamlands auf der Antarktischen Halbinsel. Er ragt 9,7 km westnordwestlich des Glazne Buttress, 4,5 km nördlich des Stoykite Buttress und 4 km südöstlich des Odesos Buttress zwischen nach Südwesten fließenden Nebengletschern des Drygalski-Gletschers auf. Seine markanten West- und Südhänge sind teilweise unvereist.
Britische Wissenschaftler kartierten ihn 1978. Die bulgarische Kommission für Antarktische Geographische Namen benannte ihn 2013 nach Konstantin II., bulgarischer Zar von 1396 bis 1422.